# 工藤達朗
工藤 達朗（くどう たつろう、1956年11月25日 - ）は、日本の法学者。専門は憲法。中央大学大学院法務研究科教授。指導学生に武市周作中央大学教授、木原淳関西大学教授がいる。

## 来歴
青森県出身。青森県立青森高等学校、中央大学法学部卒業。1981年中央大学大学院法学研究科博士前期課程修了（指導教授：川添利幸）。同年、中央大学法学部助手。1985年同法学部助教授。1997年同法学部教授。2004年同法科大学院教授。

## 主著
- （LS憲法研究会・棟居快行・宍戸常寿・小山剛・赤坂正浩・石川健治・内野正幸・大沢秀介・大津浩・駒村圭吾・笹田栄司・鈴木秀美・畑尻剛・宮地基・村田尚紀・矢島基美・山元一）『プロセス演習憲法』(信山社、2011年第4版・2004年初版)
- 畑尻剛・橋本基弘『憲法』（信山社、第5版、2015年）
- 赤坂正浩・井上典之・大沢秀介『ファーストステップ憲法』（有斐閣、2005年）
- 笹田栄司・井上典之・大沢秀介『ケースで考える憲法入門』（有斐閣、2006年）
- 『よくわかる憲法』（編著、ミネルヴァ書房、2013年第2版・2006年初版）[3]
- 『憲法学研究』（尚学社、2009年）[1]
- 畑尻剛『ドイツの憲法裁判―連邦憲法裁判所の組織・手続・権限』（中央大学出版部、2013年）
- 『憲法判例インデックス』（商事法務、2014年）
- 『憲法学の創造的展開 上・下巻 (戸波江二先生古稀記念) 』（信山社、2017年）
- 棟居快行・小山剛『判例トレーニング憲法』（信山社、2018年）
- 渡邉康行・宍戸常寿・松本和彦『憲法 II 総論・統治』（日本評論社、2020年）
- 渡邉康行・宍戸常寿・松本和彦『憲法Ⅰ基本権』（日本評論社、第2版、2023年）
- 小山剛・武市周作『憲法裁判の制度と実践』（尚学社、2023年）